# 이두경
이두경(1970년 12월 7일 ~ )은 대한민국의 배우이다.

## 이력
1989년 연극배우 첫 데뷔하였다.

## 출연작

### 드라마 & 시트콤
- 《야망의 세월》 (1990년, KBS2)
- 《까치네》 (1994년, SBS)
- 《야인시대》 (2002년, SBS)
- 《불멸의 이순신》 (2004년, KBS1)
- 《해신》 (2004년, KBS2)
- 《레인보우 로망스》 (2005년, MBC)
- 《제5공화국》 (2005년, MBC) - 검찰 역
- 《마이걸》 (2005년 ~ 2006년, SBS) - 흥신소 직원 역
- 《서울 1945》 (2006년, KBS1) - 인민군 역
- 《스마일어게인》 (2006년, SBS) - 만수 역
- 《환상의 커플》 (2006년, MBC) - 강자의 오빠 역
- 《얼렁뚱땅 흥신소》 (2007년, KBS2) - 건달 역
- 《히트》 (2007년, MBC)
- 《칼잡이 오수정》 (2007년, SBS) - 자동차가 망가진 차주 역
- 《선덕여왕》 (2009년, MBC)
- 《파트너》 (2009년, KBS2) - 지남필의 부하 역
- 《황금물고기》 (2010년, MBC) - 검찰 역
- 《자이언트》 (2010년, SBS) - 국정원요원 역
- 《닥터 챔프》 (2010년, SBS) - 일본 유도감독 역
- 《강력반》 (2011년, KBS2) - 발렛파킹 맡긴 차주 역
- 《신들의 만찬》 (2012년, MBC) - '아리랑'의 손님 역
- 《유령》 (2012년, SBS) - 경찰 역
- 《메이퀸》 (2012년, MBC) - 두목 역
- 《드라마 페스티벌 - 수사부반장》 (2013년, MBC)
- 《황금 무지개》 (2013년, MBC) - 송인석 역
- 《왔다! 장보리》 (2014년, MBC) - 사채업자 역
- 《괜찮아, 사랑이야》 (2014년, SBS) - 한강우의 아버지 역
- 《나쁜 녀석들》 (2014년, OCN) - 차강국 역
- 《화려한 유혹》 (2015년, MBC) - 경찰 역
- 《힐러》 (2015년, KBS2)
- 《킬미힐미》 (2015년, MBC) - 형사 역
- 《라스트》 (2015년, JTBC) - 정 사장 역
- 《미워도 사랑해》 (2017년, KBS2) - 오사장 역
- 《최고의 치킨》 (2019년, MBN & 드라맥스)

### 방송
- 《기막힌 이야기 실제상황》(2014년, MBN)
- 《리얼스토리 실제상황》 (2002년~ 2004년 ITV)

### 영화
- 《파란 자전거》 (2007년) - 사진사 역
- 《복면달호》 (2007년) - 영업부장 1 역
- 《그해 여름》 (2006년) - 형사 3 역
- 《비열한 거리》 (2006년) - 상철 동료 건달 1 역
- 《마지막 늑대》 (2004년) - 비젼씬 형사 역
- 《박하사탕》 (2000년) - 회식형사 2 역
- 《신장개업》 (1999년) - 수사요원 4 역